# 圣彼得堡国际经济论坛
圣彼得堡国际经济论坛 (SPIEF)是一个俄罗斯联邦政府主持的年度经济论坛。

## 历史
1997年6月18日至20日第一届论坛在俄罗斯圣彼得堡举办。由联邦委员会 (俄罗斯)主持，2005年起由俄罗斯总统主持。每年都有来自120多个国家的10,000多人参加。该论坛聚集了俄罗斯和国际主要公司的首席执行官，国家元首，政治领导人，总理，副总理，部门部长和州长。
该论坛的主要目的是为各国企业提供实用的工具，帮助他们克服地理和信息方面的障碍。